# Gillet Vertigo

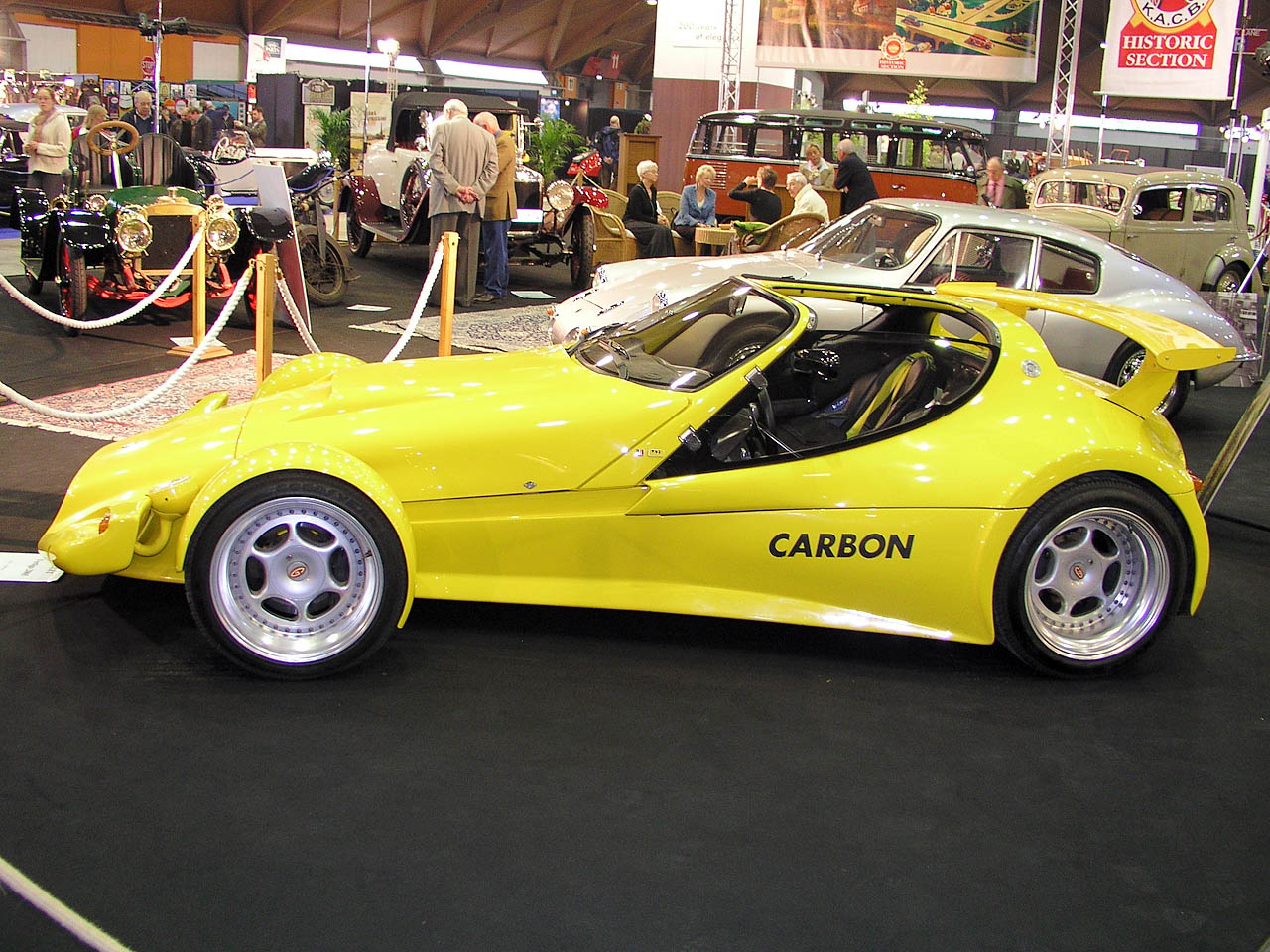
Gillet Vertigo Mk 1 uit 1994

De Gillet Vertigo is een sportwagen en het enige model van de Belgische autoproducent Gillet.
In 1992 werd voor het eerst een prototype van de Gillet Vertigo aan het publiek getoond op het autosalon in Brussel. Het duurde nog twee jaar voor de productieversie klaar was. Het chassis werd gemaakt van carbonfiber met een honingraat-constructie, net zoals in de Formule 1. Het gewicht van het chassis bleef hierdoor op slechts 58 kg, het totale droog gewicht op ongeveer 750 kg.
De motor was een 2,0 L viercilinder Ford Cosworth van 220 pk. In 1998 werd deze vervangen door een Alfa Romeo 3 L V6 met een vermogen van 226 pk. Hoewel deze specificaties niet indrukwekkend klinken zorgen ze door het lage gewicht van de Vertigo voor een 0 tot 100 km/u sprint van slechts 4,4 seconden en een topsnelheid van 250 km/u. Een uitgebouwde wagen haalde zelfs een 0 tot 100 km/u tijd van 3,266 seconden en de Vertigo kwam hiermee in het Guinness Book of Records als snelst accelererende wegauto.
In 2000 werd begonnen met het ontwikkelen van een vernieuwd model en in 2002 werd de Vertigo Streiff voorgesteld op het autosalon van Brussel.

## Racing
Sinds 1999 werd de Gillet Vertigo door een samenwerking met MRS Team Leuven ingezet in de Belcar, het Belgische GT kampioenschap. De motor bleef de 3L Alfa Romeo V6 maar er werd een beroep gedaan op het Italiaanse Ellegi Motori om het vermogen op te drijven naar 385 pk. In 2001 werd het Belgian Racing team samen met Renaud Kuppens opgericht om de Vertigo in te zetten in het FIA GT kampioenschap.